# Kristóf Szakács
Kristóf Szakács (Budapest, 4 giugno 1992) è un giocatore di football americano ungherese, di ruolo free safety.
Ha giocato a football americano nelle giovanili dei Budapest Wolves, per poi trasferirsi ai Budapest Hurricanes fra il 2010 e il 2014. Nel 2015 è tornato agli Wolves, per poi passare nella stessa stagione ai finlandesi Kouvola Indians e l'anno successivo agli Stockholm Mean Machines; nel 2017 si è trasferito in Germania - prima per una stagione ai Saarland Hurricanes, poi per altre due ai Marburg Mercenaries - per poi tornare nuovamente agli Wolves nel 2021 e successivamente trasferirsi ai francesi Black Panthers de Thonon.
Ha vinto 2 volte il titolo nazionale ungherese, 1 volta il Duna Bowl (terzo livello ungherese, secondo per quella stagione) e 1 volta l'Iron Bowl austriaco (terzo livello).
Con la nazionale ungherese, con la quale gioca dal 2014, ha vinto l'Europeo B 2019-2020.

## Palmarès

### Nazionale
- Campionato europeo di football americano (B): 1

Europa 2019-2021

### Club
- Hungarian Bowl: 2

Budapest Hurricanes: 2013
Budapest Wolves: 2021
- Duna Bowl: 1

Budapest Hurricanes: 2011
- Iron Bowl: 1

Budapest Hurricanes: 2011